# 栃木県道262号益子公園線

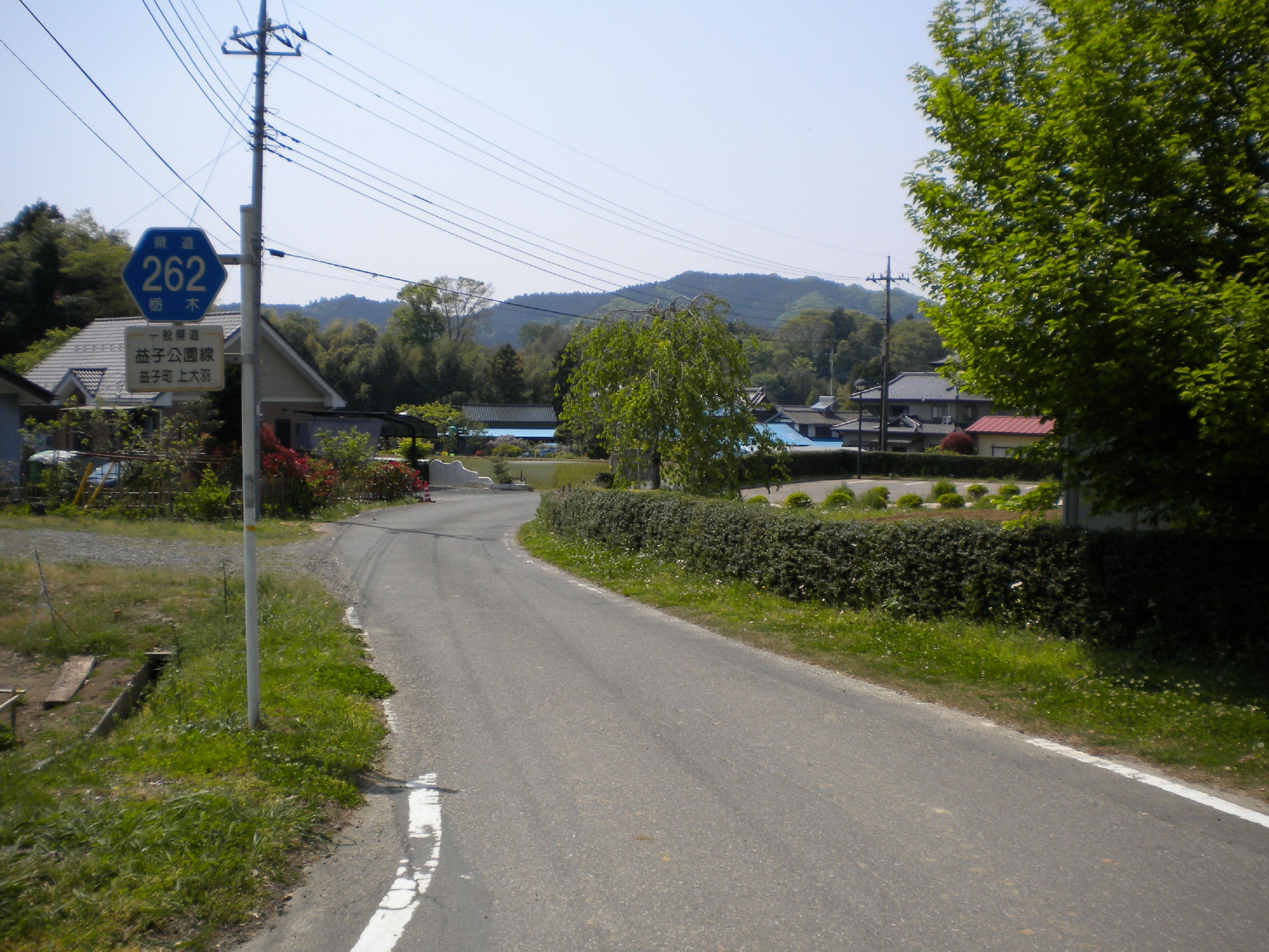
栃木県道262号益子公園線・地蔵院（起点）付近（2009年5月）

栃木県道262号益子公園線（とちぎけんどう262ごう ましここうえんせん）は、栃木県芳賀郡益子町に位置する一般県道である。

## 概要
益子町東部に位置する地蔵院から上大羽の集落を抜けて、高館山の山道を経由し益子市街地に至る路線。沿線は益子県立自然公園の南部に相当し、路線名はそのことにちなむ。高館山付近は多数のカーブが存在する山岳道路となっており、各カーブには番号と益子町花のヤマユリの絵をあしらった標識が設置されている。この区間は道幅が十分確保されていないため、走行には注意を要する。

## 路線データ
- 総延長：6.947km
- 起点：栃木県芳賀郡益子町大字上大羽（地蔵院）
- 終点：栃木県芳賀郡益子町大字益子（栃木県道230号下大羽益子線交点）
- 認定：1962年（昭和37年）10月23日

## 交差する道路
- 栃木県道297号山本下大羽線（益子町下大羽）

## ギャラリー

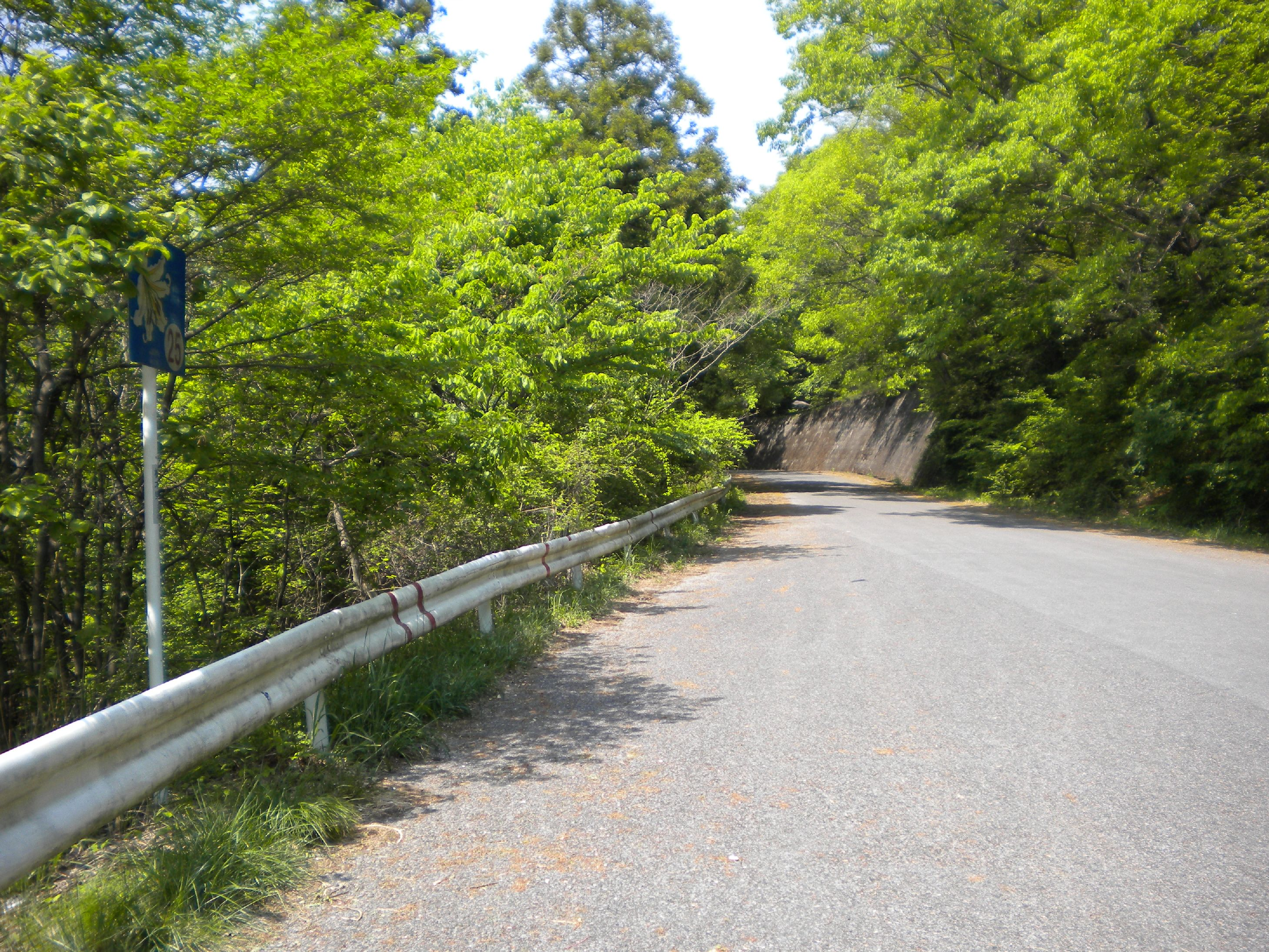
高館山中腹付近（2009年5月）
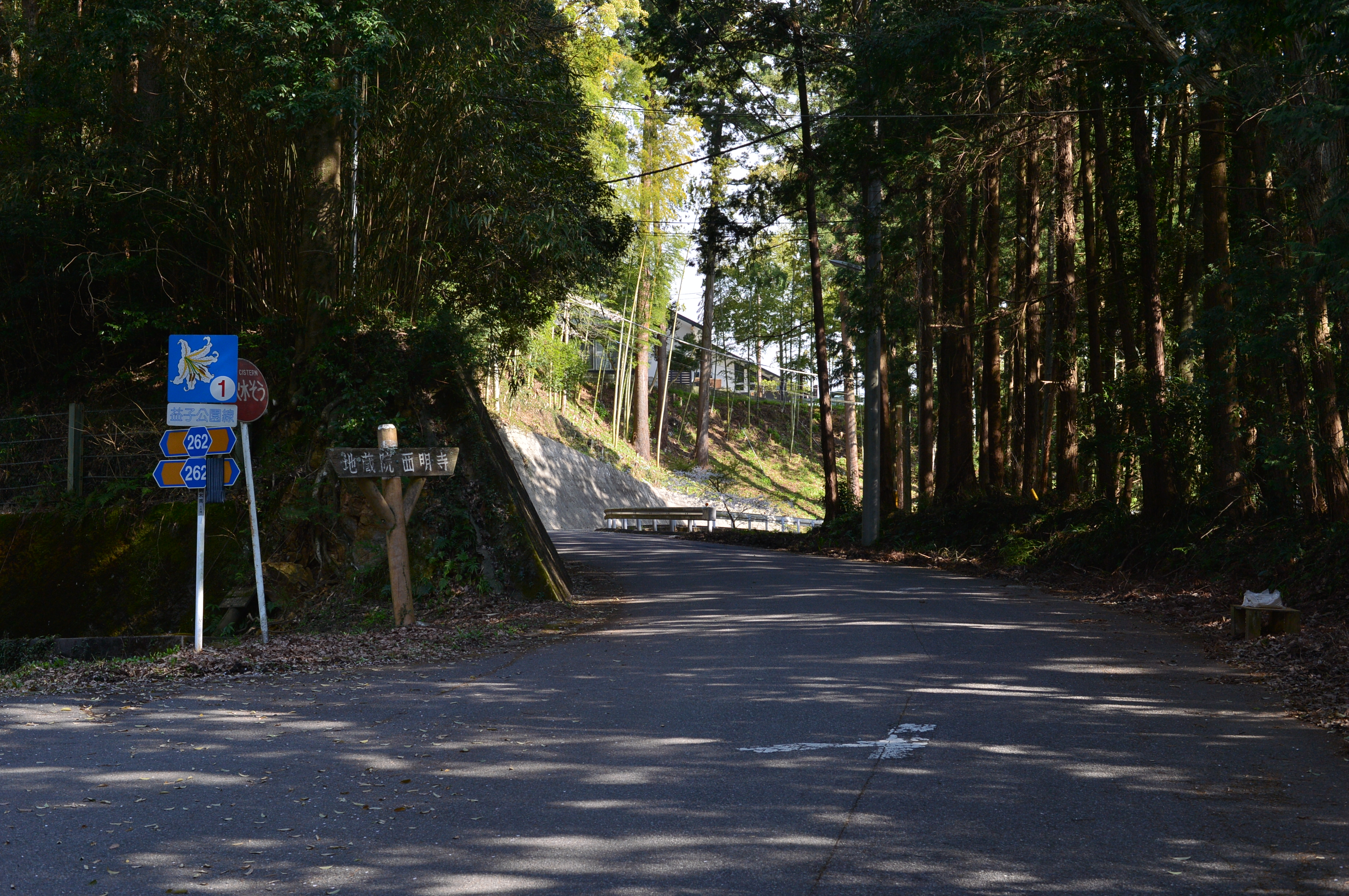
地蔵院西明寺入口前付近（2016年4月）
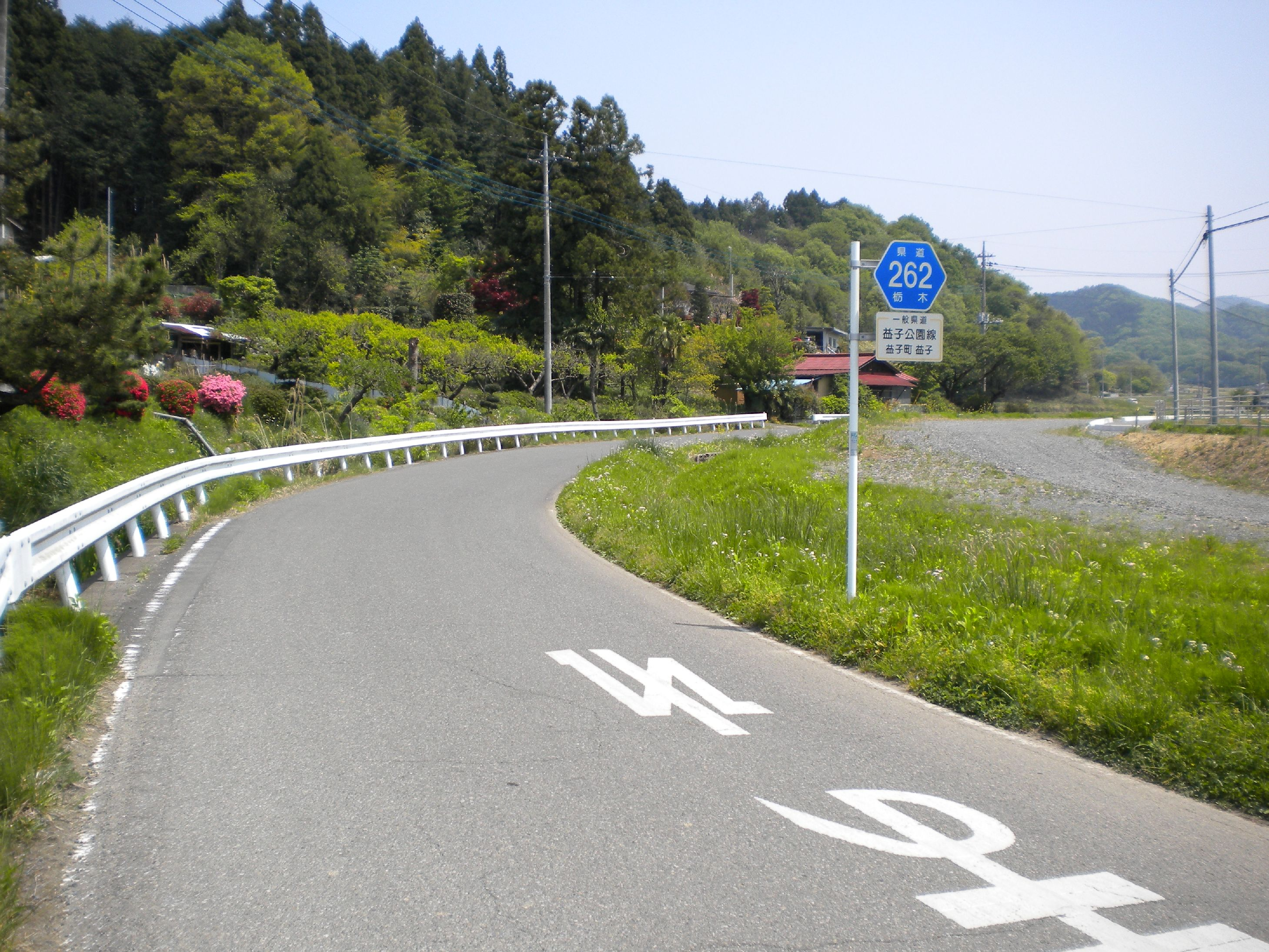
終点付近（2009年5月）